# Batalla de Arapey
La Batalla de Arapey fue un enfrentamiento militar librado durante la invasión lusobrasileña el 3 de enero de 1817.

## Antecedentes
José Gervasio Artigas inició un contraataque para recuperar las Misiones Orientales (bajo ocupación lusitana desde 1801). Esta ofensiva se vio frustrada por derrotas como Ibirocaí y Carumbé, obligando a los orientales a replegarse y asentar su campamento en el río Arapey aunque lograban mantener la frontera en el río Cuareim con 4.000 combatientes.
Luís Teles da Silva Caminha e Meneses decidió conducir las operaciones militares en el norte de forma personal el 15 de diciembre de 1816. Su objetivo era atacar a Artigas y el 28, después de determinar mediante dos desertores que este estaba separado del grueso del ejército oriental, que mandaba el mayor general Andrés Latorre, en un potrero entre montes y barrancos de difícil acceso. Silva decidió atacar a Latorre mientras su lugarteniente, José de Abreu, debía encargarse de Artigas.

## Batalla
Latorre cruzó el Cuareim hacia el norte mientras que Silva, el 1 de enero, cruza el río hacia el sur, interponiéndose entre Latorre y Artigas. El comandante oriental decidió atacarlo por la retaguardia pero Silva decidió marchar hasta el arroyo Catalán para presentarle batalla. Por su parte, el teniente coronel Abreu se separa del grueso de la tropa en la noche del día 2, aproximándose secretamente al campamento de Artigas. Silva ordenó a un regimiento de dragones ubicarse entre el Arapey y Santa Ana a fin de reforzar a Abreu en caso de ser necesario. En la mañana siguiente Artigas dispuso que 300 hombres en los caminos y estos pudieron atacar a la columna de Abreu hasta que la artillería portuguesa les forzó a romper la línea y retroceder en desorden.

## Consecuencias
El botín de los vencedores fueron bagajes, armas, pertrechos y ganado abandonado por los orientales en su precipitada retirada. El 4 de enero se libraría la gran batalla del Catalán entre Silva y Latorre. Abreu volvió rápidamente para incorporarse al combate.